# Bettungsmodul
Der Bettungsmodul {\displaystyle k_{s}} ist eine Systemkenngröße der Baustatik und dient zur näherungsweisen Berücksichtigung der Nachgiebigkeit des Baugrundes bei der statischen Berechnung von Fundamenten und Gründungsplatten mit dem Bettungsmodulverfahren (Federmodell). Dabei wird vereinfachend angenommen, dass das Setzungsmaß an jedem Punkt der Fundamentsohlfläche proportional zur Sohlnormalspannung ist, die an diesem Punkt wirkt.
Dieser Ansatz wurde erstmals von Emil Winkler (1835 bis 1888) entwickelt, um die Durchbiegungen und Beanspruchungen von Eisenbahnschienen zu berechnen ("Winklersche Bettung").
Der Bettungsmodul ist dementsprechend eine Federkonstante und definiert durch:
{\displaystyle k_{s}={\frac {\sigma _{0}}{s}}}
mit
- dem Bettungsmodul {\displaystyle k_{s}} in MN/m³
- der Sohlnormalspannung {\displaystyle \sigma _{0}} in MN/m²
- dem Setzungsmaß {\displaystyle s} in m.

## Normen und Standards
- DIN 18134 – Plattendruckversuch
- DIN 4018 – Baugrund; Berechnung der Sohldruckverteilung unter Flächengründungen